# ユーロマスト
ユーロマスト(Euromast)は、H.A.マースカントによって設計され、1958年から1960年の間に建設されたロッテルダムのタワー建造物である。1960年のフロリアード（国際的な園芸見本市）開催に合わせて建てられた。 
建築構造としては、9メートルの内径と30センチの壁厚を持ったコンクリートで建てられており、安全性のため重心が下になるよう1,900トンのコンクリートブロックを基盤として作られている。
地上96メートルに「kraaiennest」という展望レストランがある。当初は高さ101メートルでありロッテルダムで一番高い建物であったが、 一時期他の建築物に追い抜かれてポジションを失っていた。しかし1970年に建物の上へ「スペースタワー」を継ぎ足して更に85メートル高くなり、再びロッテルダムで一番の高さを取り戻した。尚、ユーロマストは世界大タワー連盟のメンバーでもある。
ちなみに、ロッテルダムのハードコアテクノバンドであるユーロマスターズの名称は、ユーロマストの名にちなんでいる。彼らのシングル"Amsterdam Waar Leg Dat Dan?"の初期ジャケットは、上空から俯瞰したオランダの上で、ユーロマストを擬人化したキャラクターが、アムステルダムへ放尿したイラストとなっている。